# Mwanza

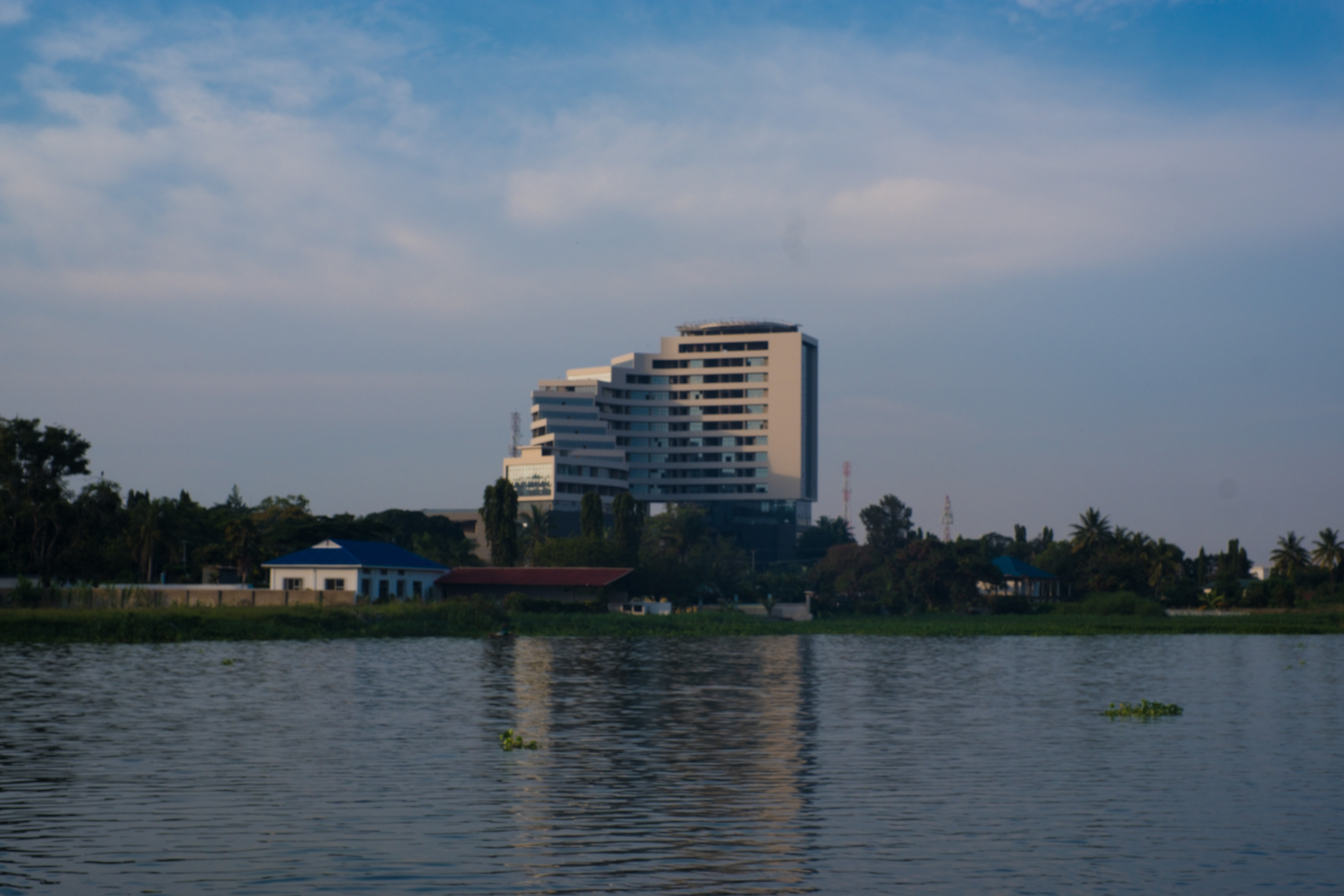
Mwanza

Mwanza là thành phố ở phía Bắc Tanzania, thủ phủ của vùng Mwanza, là một thành phố cảng bên Hồ Victoria. Thành phố là nơi thực hiện các giao dịch mậu dịch giữa Tanzania với Kenya và Uganda và nó đồng thời cũng là trung tâm hành chính của vùng Tây Bắc. Thành phố Mwanza có các ngành: dệt vải, đánh cá, chế biến thực phẩm. Thành phố được nối với Dodoma và Dar es Salaam bằng đường sắt. Ở đây có Viện nghiên cứu Y khoa Đông Phi.